# 森山りこ
森山 りこ（もりやま りこ、1982年11月14日 - ）は、日本のグラビアアイドル、タレント。

## 人物・来歴
- 兵庫県出身。
- プロダクションアンカー所属だったが、2010年8月よりフリー。
- 同事務所所属だった松山友紀、ののこと共にJガールズを結成。その時はRIKOと表記された。日本テレビの番組『モバタレグレート』でJガールズとして活動。
- 趣味はピアノと読書。
- 特技は同じくピアノで、教員免許[要出典]も取得している。他に書道は4段の腕前。中学・高等学校の教員免許所有。
- 大好きな物は寿司・焼き肉・ビターチョコ・うずらのタマゴ。
- 好きなアーティストはマライア・キャリー。
- 大学は音楽大学。
- 『日刊SPA!』のインタビューによると、実際のサイズはもっと大きいが正直に言うとビックリ人間だと思われるので公称サイズは過少申告したものであるといい、私生活でカップ数を聞かれた際は「Gカップ」と無難に誤魔化している。余りに胸が大きすぎて胸が首まで流れて窒息するため、仰向けで寝ることができない。他にも、段差が見えなかったり、撮影用の新品のビキニの紐が胸の重さに耐え切れず千切れたり、既成下着の入手に困ったりと、爆乳エピソードには事欠かない[1]。

## リリース作品

### DVD
1. アイドルコロシアム ザ・バトルヒロイントーナメント2nd SEASON（2006年12月22日）
2. マシュメロン(3KO・RIKO名義)（2007年9月25日、株式会社ファミリーズ）
3. Wao☆Jガールズ（2008年2月12日、イーネット・フロンティア)
4. Wao☆森山りこ100cm（2008年3月19日、イーネット・フロンティア）
5. 恋のマシュマロ・セレナーデ　森山りこ（2014年6月20日、マシュマロ女子芸能部）

他 江夏かなみ 名義でソロDVDやオムニバスDVD（MEET THE GIRL）もリリース

### Vシネマ
1. 爆乳戦隊バーストレンジャー前編（バーストブルー・雫役） 2008年11月28日発売、禅ピクチャーズ
2. 爆乳戦隊バーストレンジャー後編（バーストブルー・雫役） 2008年12月12日発売、禅ピクチャーズ

### 映画
- 破壊尼僧YUKI - 準主役
下北沢・渋谷の単館上映、DVDもリリースされている

## 出演

### テレビ
- 快感MAP（テレビ朝日）2007年5月7日放送・3KOで出演
- アイドルコロシアム（MONDO21）
- チャンネル北野（フジテレビ）
- ペケポン（フジテレビ）
- モバタレGREAT（日本テレビ） - タレタマとしてJガールズで出演
- TOKYOブレイクする〜!（BS11）
- 水着少女（テレビ東京）
- 敦のカンパイしてみた（テレビ東京）
- 所さんの目がテン!（日本テレビ）
- 若大将のゆうゆう散歩（テレビ朝日）

### ラジオ・ネットラジオ
（Jガールズとして）
- 新実菜々子のガールズリンク（下北FM、2008年3月15日）
- ホームランバカ(横綱)〜ヤンキーとアイドルの間〜（エフエム浦安（FMうらら）、2009年5月11日・6月8日）
- 文化放送 よゐこのアイドルやってまーす ゲスト出演（文化放送）

### ネットテレビ・インターネット放送
- casTYひかり荘 （エッグアイドルHyper）
- クイーンズパティオチャット
- アイドル誕生! TV ぶんか社オンラインチャット
- フレッシュカフェチャット
- 携帯グラビアサイト ヤングジャンプ
- 携帯グラビアサイト 月刊アクトレス
- 携帯グラビアサイト 加納典明ザワールド

### 舞台
- アダムとイヴと薔薇の館（2008年7月25日 - 27日）
- 劇団女神座 第2回公演「CHOCOLATE PANIQUE」（2009年2月7日・8日）
- 劇団女神座 第3回公演「アワセルカガミ〜The fairy of Mirrors〜」（2009年4月18日・19日）
- 劇団女神座 第4回公演「INNOCENT SURVIVOR 〜十五少女漂流中〜」（2009年8月8日・9日）
- Pinkerbell＆TEAM145合同主催公演「CENTER・BOYS」（2012年5月31日 - 6月3日）
- 柳沢超（元 忍者） 田井中茉莉亜主演「敵か味方か」

### ライブ
（全てJガールズとして参加）
- サクラ満開LIVE〜emmysアイドル祭り〜
- アイドルパークIV
- JSPガールズボイス-16
- TASK OFFICE presents ガールズ MIX LIVE-7
- JPSガールズボイス-17
- アイドルパーク VOL.6
- JPSガールズボイス-19☆（JOY POP SCRAMBLE）
- 苺祭り12〜苺にプライド持ってるか〜
- JPSガールズボイス-24